# حزب کاپیتالیست آفریقای جنوبی
حزب کاپیتالیست آفریقای جنوبی (به انگلیسی: Capitalist Party of South Africa) (ZACP) یک حزب سیاسی با ایدئولوژی کاپیتالیسم (سرمایه‌داری) در کشور آفریقای جنوبی است. این حزب در ۱۷ مارس ۲۰۱۹ در باشگاه رند در ژوهانسبورگ، آفریقای جنوبی راه اندازی شد. این حزب توسط کانتان پیلای، رومن کاباناک، نئو کوآهو ، گیدئون ژوبرت، اوناتی کوازا، دانکن مک لئود، سیندیل وابازا، لوئیس نل، کاتلگو مابوسلا و دومو دنگا تاسیس شد.

## اصول اصلی
ده اصل اصلی این حزب توسط کانتان پیلای در هنگام راه اندازی در ۱۷ مارس ۲۰۱۹ بیان شد.
1. آزادی
2. برابری
3. تحمل و حمایت از آزادی بیان
4. حقوق مالکیت خصوصی که توسط قانون محافظت می شود
5. حکم قانون
6. حق کار
7. حق امنیت در اموال خود و دفاع از خود در برابر متجاوزان
8. بازار آزاد و روابط تجاری بین‌المللی آزاد
9. سلاح گرم برای دفاع از خود
10. برادری[۲][۳][۴]

نشان‌واره این حزب یک گاو بنفش است که توسط هنرمند محلی، سارا بریتن طراحی شده است.

## نتایج انتخابات
این حزب در انتخابات سال ۲۰۱۹ فقط در سطح ملی شرکت کرد و نتوانست هیچ کرسی را بدست آورد.

### انتخابات ملی
| انتخابات | مجموع آراء | سهم آراء | کرسی‌ها   | +/– | دولت         |
| -------- | ---------- | -------- | -------- | --- | ------------ |
| ۲۰۱۹     | ۱۵٬۱۹۵     | ۰/۰۹%    | ۰ از ۴۰۰ | –   | فوق پارلمانی |